# Graphina ruiziana
Graphina ruiziana är en lavart som först beskrevs av Fée, och fick sitt nu gällande namn av Johannes Müller Argoviensis. Graphina ruiziana ingår i släktet Graphina och familjen Graphidaceae.   Inga underarter finns listade i Catalogue of Life.